# Sede Ilan
Sede Ilan (hebr.: שדה אילן) – moszaw położony w samorządzie regionu Ha-Galil ha-Tachton, w Dystrykcie Północnym, w Izraelu.
Leży na wschód od Jeziora Tyberiadzkiego w Dolnej Galilei.

## Historia
Moszaw został założony w 1949.

## Gospodarka
Gospodarka moszawu opiera się na intensywnym rolnictwie.